# Mortadha Ben Taher
Mortadha Ben Taher, né le 16 octobre 2000 à Tunis, est un basketteur tunisien.

## Carrière
Formé à l'Étoile sportive de Radès, il dispute le championnat d'Afrique 2018 de basket-ball des moins de 18 ans à Bamako (Mali) avec l'équipe de Tunisie.
En janvier 2020, il participe avec l'Étoile sportive de Radès au 31e tournoi international de Dubaï et prend la deuxième place de la Poule B, avec trois matchs remportés et une défaite. En quarts de finale, son équipe est éliminée par les Libanais du Hoops Club (78-82).
Le 10 février 2022, il joue pour la première fois un match officiel avec l'équipe de Tunisie seniors, contre le Jordanie (64-56), durant le premier tour du championnat arabe des nations aux Émirats arabes unis. Le 16 février 2022, il perd la finale contre le Liban (69-72).
Depuis la saison 2022-2023, il est le capitaine de l'Étoile sportive de Radès.
Le 6 septembre 2023, il signe un contrat de deux ans avec l'Union sportive monastirienne.
Le 28 février 2025, il retourne à l'Étoile sportive de Radès.
À l'été 2025, il renforce l'Étoile sportive du Sahel.

## Clubs
- 2015-2023 : Étoile sportive de Radès (Tunisie)
- 2023-2025 : Union sportive monastirienne (Tunisie)
- 2025 : Étoile sportive de Radès (Tunisie)
- depuis 2025 : Étoile sportive du Sahel (Tunisie)

## Palmarès

### Clubs
- Champion de Tunisie : 2024
- Coupe de Tunisie : 2019
- Super Coupe de Tunisie : 2024

### Sélection nationale
- Médaille d'argent au championnat arabe des nations 2022 ( Émirats arabes unis)
- Médaille de bronze au championnat arabe des nations 2023 ( Égypte)